# Nannophrys ceylonensis
Nannophrys ceylonensis és una espècie de granota que viu a Sri Lanka.